# Bulbophyllum acropogon
Bulbophyllum acropogon är en orkidéart som beskrevs av Rudolf Schlechter. Bulbophyllum acropogon ingår i släktet Bulbophyllum och familjen orkidéer. Inga underarter finns listade i Catalogue of Life.